# 불연속 수신
불연속 수신(Discontinuous reception, DRX)은 모바일 장치의 배터리를 아껴 쓰기 위한 휴대 전화 통신에 쓰이는 방식이다.
모바일 장치와 네트워크 협상 단계에 데이터 전송이 수반된다. 다른 시기에는 장치는 수신기를 끄고 저전력 상태로 진입한다.
해당 작업은 예를 들어 주소의 상세 부분을 포함하는 헤더의 슬롯에서 특히 전송 구조상 프로토콜에 설계된 기능의 하나인데, 전송이 장치들에 적절한지의 여부를 결정하기 위해 각각의 슬롯의 헤더를 청취(listen)한다. 이 경우 수신기는 헤더 수신을 위해 각 슬롯의 시작점에서 활성화만 하면 되며 이로써 배터리가 절약된다.
다른 기법으로는 폴링이 있으며 일정한 시간 동안 장치가 대기 상태에 놓이고 비컨(beacon)이 액세스 포인트나 기지국에 의해 주기적으로 송신되어 대기 중인 데이터가 있는지를 알려주게 된다. 이는 802.11 무선 네트워크에 사용된다.
현실적으로 이 두 기법을 함께 사용할 수 있다.